# خلل تنسج الحاجز البصري
خلل تنسج الحاجز البصري هو عبارة عن متلازمة تشوه خلقية نادرة تُشخَّص بنقص نمو العصب البصري واختلال وظيفي في الغدة النخامية وغياب الحاجز الشفاف في الدماغ (جزء من الخط المتوسط من الدماغ). يحتاج لتشخيص هذه المتلازمة وجود عرضيين من بين هذه الأعراض الثلاثة، فقط 30% من المرضى لديهم الثلاثة أعراض. دو مورسييه أول من لاحظ العلاقة بين نقص تطور أو غياب الحاجز الشفاف مع ضمور العصب البصري والتصالبية البصرية في عام 1956. حسب علم الأشعة العصبية، تتضمن التشوهات الخلقية داخل القحف المتعلقة بخلل تنسج الحاجز البصري عدم تخلق الحاجز الشفاف، انشقاق الدماغ واندماج فص مقدم الدماغ.

## المظاهر الطبية

### العصب البصري
يتضح خلل تنسج العصب البصري عمومًا في الرأرأة (حركات العين اللا إرادية غالبًا، حركات على الجنبين) وبقرص بصري أصغر من المعتاد. تتفاوت درجة ضعف البصر وتتراوح من الرؤية العادية إلى العمى التام، عندما تتطور الرأرأة فإنها تظهر عادةً من عمر 1-8 أشهر وغالباً ما تشير إلى وجود درجة كبيرة من الضعف البصري مستقبلاً ولكن من الصعب التنبؤ بخطورتها في عمر الطفولة. على الرغم من وجود العديد من التدابير لتعويض ضعف البصر، إلا أن هناك القليل من العلاجات المتاحة لتحفيز العصب البصري على أداء وظيفته الطبيعية.

### الغدة النخامية
تكون درجة الخلل الوظيفي في الغدة النخامية متفاوتة أيضًا وتتراوح من درجة الوظيفة الطبيعية إلى نقص إفراز الهرمونات الأمامية والخلفية. غالبًا ما يكون من غير الواضح ما إذا كان قصور الغدة النخامية ناتجًا عن خلل وظيفي في الغدة النخامية ذاتها أو هو عرض ثانوي لخلل وظيفي في المهاد، غالبًا ما يظهر قصور الغدة النخامية في هذه المتلازمة بسبب نقص هرمون النمو.
```
في حال كانت المتلازمة حادة، فإنها تُشَخَّص في الأيام الأولى من الحياة بسبب وجود نقص سكر الدم وإصابة الطفل باليرقان وصِغَر القضيب (إذا كان صبيًا)، سبب اليرقان غير معروف والغريب فيه (بالمقارنة مع معظم اليرقان الوليدي) هو إمكانية حدوث فرط بيليروبين الدم (المترافق) إلى حد كبير موحياً بالإصابة بمرض الكبد الانسدادي. يعالج هذا عادة على مدى عدة أسابيع بمجرد بدء إعطاء الهرمونات البديلة، جميع الهرمونات النخامية يمكن استبدالها، وهذا هو العلاج لأغلب أنواع القصور. خلل تنسج الحاجز البصري هو أحد أكثر أشكال نقص هرمون النمو الخلقي شيوعًا.
```

### الحاجز الشفاف
تتفاوت إصابات الدماغ أيضاً وقد يتعرض في بعض الأحيان لنوبات. من الصعب التنبؤ بالقدرات الذهنية في عمر الطفولة، يمكن أن تساعد الأنواع المختلفة من التدخل المبكر أو البرامج المناسبة الطفل على بلوغ النمو المتكامل.

### هرمون النمو البشري
هرمون النمو البشري (هرمون النمو) هو هرمون بروتيني يُفرز من الغدة النخامية. يعمل من خلال الارتباط بمستقبلات هرمون النمو (hGH)، أو إحداث تأثيرات مباشرة أو إنتاج عامل النمو الأول (IGF-I) الذي يشبه الأنسولين، وهو الوسيط الأكثر أهمية في تأثيرات هرمون النمو.

### مَوَه انعدام المخ
يحتمل وجود موه انعدام المخ أو نقص في تشكل الدماغ في الحالات الشديدة المختلفة.

### التباين
خلل التنسج البصري هو اضطراب شديد التغاير، من النادر أن يكون لدى الأشقاء سمات متماثلة في طيف أعراض متلازمة خلل تنسج الحاجز البصري. يعاني العديد من المرضى من عيوب تطورية إضافية خارج ثالوث الأعراض المعروفة لخلل تنسج الحاجز البصري وعلى وجه الخصوص العيوب الرقمية.

## الأسباب
خلل تنسج الحاجز البصري هو اضطراب في النمو ناتج عن خلل في التطور الجنيني الطبيعي، لا يوجد مسبب واحد للإصابة بخلل تنسج الحاجز البصري لكنه مرتبط بصغر سن الأم. [7] يعتقد الباحثون أن مزيجًا من العوامل الوراثية والبيئية قد يلعب دورًا في التسبب في هذا الاضطراب. تشمل عوامل الخطر البيئية المقترحة الالتهابات الفيروسية، أدوية معينة، اضطراب تدفق الدم إلى مناطق معينة من الدماغ خلال فترات النمو الحرجة.
أحرز علم الوراثة تقدماً كبيراً في فهمنا لمسببات المرض على مدار العقد الماضي، والمخاطر والتحديات التي نواجهها في مرعاة هؤلاء المرضى المختلفين ظاهريًا.

### الوراثة
أُبلِغ عن حدوث تكرار إصابة عائلية بالمرض لكن بحالات نادرة، ما يشير إلى وجود شكل وراثي واحد على الأقل HESX1 [8] بالإضافة إلىHESX1. تبين أن الطفراتOTX2 وSOX2 وPAX6 في متلازمة دو مورسييه ذات صلة وثيقة بالمرض، ولكن في معظم الحالات فإن خلل تنسج الحاجز البصري هو عيب خلقي عشوائي لسبب غير معروف ولا يتكرر مع حالات الحمل المتتالية. عادة ما يكون خلل تنسج الحاجز البصري عشوائيًا، ما يعني أن الحالة قد تحدث عادة لأشخاص ليس لديهم تاريخ للمرض في عائلاتهم أساساً.

### سمية دواء فالبروات
قد تكون لسمّية دواء فالبروات في الرحم علاقة وطيدة بالإصابة بخلل تنسج الحاجز البصري باعتبارها إحدى المسببات المحتملة.

### علاقة حمض فالبرويك بالمرض
كان لاستخدام حمض فالبرويك (أحد أدوية معالجة النوبات العصبية) خلال فترة الحمل نتائج سلبية على الجنين، بما في ذلك التشوهات الخلقية الرئيسية والثانوية، تأخر النمو داخل الرحم، فرط بيليروبين الدم، سمية الكبد، فرط سكر الدم العابر وإصابة الجنين بالهزال، أُبلغ عن حالة واحدة فقط لأمرأة تعاطت عقار فالبرويك أثناء حملها لعلاج نوبات عصبية كانت تعاني منها وأُصيب جنينها بخلل تنسج الحاجز البصري المرتبط بتعرض الأمهات لحمض فالبرويك طوال فترة الحمل. توسع هذه الحالة من أشكال الأنماط الظاهرية السريرية للاعتلالات الجنينية بتناول عقار فالبروات.

## الكوكايين وغيرها من المخدرات المتداولة
في الرحم، قد يؤدي التعرض للكوكايين والمخدرات المتداولة في الشوارع إلى خلل تنسج الحاجز البصري.

## البلوغ لدى الأطفال المصابين بالمرض
```
لتحديد أنماط البلوغ المرتبطة بمتلازمة خلل تنسج الحاجز البصري، خضع 13 طفلاً في أعمار متوقع فيها حدوث البلوغ ويعانون من نقص تنسج العصب البصري وفرط الغدة النخامية للفحص والدراسة. لوحظت ثلاثة أنماط من البلوغ: البلوغ المبكر والمتسارع (المجموعة 1)، الدخول في سن البلوغ في الوقت المناسب (المجموعة 2)، والبلوغ المتأخر المرتبط بنقص هرمونات الغدد التناسلية (المجموعة 3). حصل لدى المرضى الستة في المجموعة 1 تعظم مبكر لعظام الجسم أسرع من الوقت الزمني المفترض لذلك وظهرت علامات البلوغ الجنسي بوقت مبكر لديهم وتوقف نموهم عند هذا الحد. المجموعة الثانية مكونة من ثلاثة مرضى يعانون من قصور هرموني في الغدة النخامية ولكن من دون نقص هرمونات الغدد التناسلية، فبلغوا في الوقت المناسب وتطورت أعضاؤهم الجنسية أيضاً كما هو متوقع في قصور الغدة النخامية. كان المرضى الأربعة في المجموعة 3 كلهم يعانون من نقص هرمونات الغدة النخامية المتعدد ويعانون من نقص هرمونات الغدد التناسلية وتطلب علاجهم إعطاءهم ستيرويدات صناعية.
[
11
]
```

## التشخيص
قد يساعد التصوير بالرنين المغناطيسي في تشخيص التشوهات الهيكلية للدماغ، ويمكن أيضًا إجراء الاختبارات الجينية. يشخَّص خلل التنسج البصري بالفحص الشعاعي عندما يُلاحظ نقص تنسج العصب البصري بالتزامن مع خلل التنسج في الحاجز الشفاف. يعاني ما يقارب ثلثي هؤلاء المرضى من خلل وظيفي في الغدة النخامية، ونصفهم مصاب بمرض انفصام الشخصية. يصعب تصنيف هذا الاضطراب بسبب تنوع المظاهر السريرية والمرضية.
```
دُرِسَت العديد من صور الرنين المغناطيسي لأحد عشر مريضاً مع التشخيصات السريرية والشعاعية ووُجِد أن أعراض خلل التنسج البصري تزيد حدة مع الوقت. يبدو أن المتلازمة تشمل مجموعتين فرعيتين من المرضى الذين تعود تشوهاتهم لأسباب مختلفة من خلل جنيني ونتائج مرضية عصبية مختلفة. يساعد وجود هاتين المجموعتين الفرعيتين على توضيح سبب تنوع النتائج السريرية والإشعاعية. دُرس أربعة أطفال يعانون من أعصاب بصرية ناقصة التنسج وغياب الحاجز الشفاف وأنواع مختلفة من خلل الغدد الصماء، المهم من هذا التشخيص هو التعرف على هذه المتلازمة ومتابعة نمو هؤلاء الأطفال لأنه بعد توفر هرمون النمو البشري لهم قد يمكن تصحيح قصر القامة لديهم رغم بقائهم مكفوفين.
[
13
]
```

في إحصائية في أمريكا، جُمعت البيانات السريرية الديموغرافية والتشخيصية والأساسية لمجموعة كبيرة من الأطفال الذين بدؤوا العلاج مع هرمون النمو البشري الصنعي (GH) بين أكتوبر 1985 وأكتوبر 1987، تطابق واحد وثمانون في المئة منهم مع المعايير الكلاسيكية لنقص هرمون النمو وصُنفوا على أنهم يعانون من نقص هرمون النمو مجهول السبب بنسبة (59 ٪)، ونقص هرمون النمو العضوي بنسبة (18 ٪)، و خلل تنسج الحاجز البصري بنسبة (4 ٪) أما الـ 19.8% المتبقون يعانون من قصر القامة لأسباب عديدة.
فُحصت درجة الانحراف المعياري للطول عند التشخيص واستجابة أجسامهم عند تحفيزه بالحد الأقصى من هرمون النمو إضافة للطول المتوارث افتراضياً من الوالدين وفقًا للجنس والعرق والعمر عند التشخيص وتاريخ العلاج السابق، تشير غالبية فحوصات الأولاد في جميع المجموعات الفرعية -باستثناء المصابين بخلل التنسج- إلى أن الفتيات المصابات بنقص هرمون النمو مجهول السبب أقصر نسبيًا من الأولاد عند التشخيص. وأن الأطفال ذوي البشرة السوداء الذين يعانون من نقص هرمون النمو مجهول السبب أقصر من الأطفال البيض في التشخيص، كما أن تمثيلهم الإجمالي من بين الأولاد كلهم منخفض بنسبة (6.0 ٪) مقارنة مع النسبة المئوية للسكان المعرضين للخطر (12.9%). هذا يدل على اختلاف المرض وشدته بين الأجناس والأعراق المختلفة. توفر هذه البيانات معلومات عن نقص هرمون النمو بينما يُدرس حالياً. كشفت التحيزات المرضية الكامنة المحتملة في عملية التشخيص بين الأجناس والأعراق أنه يجب وضع معايير لاستخدام هرمون النمو البشري وكميته المختلفة من مريض لآخر.

## التجارب السريرية
لُوحِظ في التجارب الجينية على الفئران في المختبرات أن حديثي الولادة يظهرون تشوهات في الجسم الثفني ومقدمة الدماغ وفي الحصين المسؤول عن الذكريات والحاجز الشفاف. بمقارنة هذا النمط الظاهري والمتغاير مع مواليد البشر، تظهر نفس الأعراض لدى النوعين عند إصابتهم بخلل التنسج البصري.
أُثبت أن خلل تنسج الحاجز البصري العائلي (شكل من أشكال متلازمة قصور الغدد التناسلية الخلقي) مرتبط بوجود زيجوت متماثلة الأَلائِل في طفرة غير نشطة في الجينات المسؤولة عن تحديد الجنس لدى البشر والفئران. ومن المثير للاهتمام أن نسبة صغيرة من الفئران غير المتجانسة في أليلHesx1 الخاوية تظهر نسخة ظاهرية من خلل التنسج البصري وسطية الشدة؛ ما يعني أن طفرات الزيجوت غير المتجانسة في HESX1 البشري يمكن أن تكمن وراء بعض حالات نقص تنسج الغدة النخامية الخلقي مع أو دون عيوب الخط المتوسط للدماغ.
وفقًا لذلك، مسح الباحثون عينات من طفراتHESX1 لدى 228 مريضًا لديهم طيف واسع من العيوب النخامية الخلقية تتراوح شدتها من نقص هرمون النمو المعزول مرورًا بالإصابة بخلل تنسج الحاجز البصري إلى القصور النخامي الشامل. كُشف عن ثلاث طفرات مختلفة في الزيجوت غير المتماثلة لدى الأفراد الذين يعانون من نقص تنسج الغدة النخامية ذي الشدة المنخفضة نسبياً أو المصابين بخلل تنسج الحاجز البصري وأظهرت مدى النفوذية القاصرة والنمط الظاهري المتغير بين أفراد الأسرة غير المتجانسي الألائل.
بيَّن تحليل تقنيةGEL shift للبروتين الطافرHESX1-S170L والذي رُمز بواسطة الأليل الطافرC509T وجود انخفاض كبير في نشاط الارتباط النسبي للحمض النووي ناتج عن هذا التطفر. توضح هذه النتائج أن بعض الحالات المتفرقة للحالات الخفيفة الأكثر شيوعًا من نقص تنسج الغدة النخامية لها أساس وراثي ناتج عن طفرة غير متماثلة الزيجوت في جينHESX1.
تم فحص ستة أطفال يعانون من خلل تنسج الحاجز البصري في مستشفى الأطفال في فيلادلفيا، وكشف فحص الغدد الصماء أن أربعة من ستة أطفال يعانون من نقص هرمون النمو، وأربعة من ستة أطفال لديهم قصور الغدة الدرقية في المهاد، واثنان من أصل أربعة لديهم مستويات مرتفعة من البرولاكتين. اختلف المظهر العرضي السريري لهؤلاء الأطفال وفقًا لسنهم وكان ذلك دلالة لدرجة ونوع القصور البصري النخاعي والعيوب العينية. أظهر أحد المرضى نقص هرمون قشر الكظر وآخر إصابته بمرض السكري الكاذب. كانت النتائج العصبية لدى الأطفال متغيرة وحسب دراسة النتائج لوحظ وجود درجة عالية من ضعف المهاد في خلل تنسج الحاجز البصري[16].
```
خلال الفحوصات السريرية للأطفال المرضى بخلل تنسج الحاجز البصري وُجِد أن التشوهات القشرية المرتبطة بالمرض لها علاقة بمجموعة من الاضطرابات غير المحدودة في التنظيم العصبي وهي سبب الإصابة بمرض انفصام الشخصية.
[
16
]
```

## خطورة المرض
الأطفال الذين يعانون من خلل تنسج الحاجز البصري ونقص الكورتيزوليزم معرضون لخطر الموت المفاجئ أثناء مرض الحمى وعدم انتظام حرارة جسمهم والجفاف من مرض السكري الكاذب، وقد يحفز كل هذا التدهور السريري. تتطلب الوقاية من الوفاة المفاجئة في خلل التنسج البصري التشخيص المبكر للمرض ومعالجة عوامل الخطر الرئيسية هذه.

## العلاج
تتحدد نوعية العلاج المقترح حسب الأعراض الموجودة عند كل مريض، كل حالة قد تتطلب فريقًا من المتخصصين بما في ذلك أطباء الأطفال، أطباء العيون، أطباء الأعصاب، والغدد الصماء. يمكن علاج أسباب القصور الهرمونية عن طريق إعطاء الهرمونات البديلة. لا يمكن علاج مشاكل الرؤية عمومًا. قد يكون تقديم الخدمات الخاصة مفيدًا ويشمل الرؤية والعلاجات الجسدية والمهنية.